# Bàng quang
Bàng quang hay bóng đái là cơ quan chứa nước tiểu do thận tiết ra trước khi thoát ra ngoài cơ thể theo quá trình đi tiểu. Bàng quang là một cơ rỗng. Nước tiểu vào bàng quang qua niệu quản và ra khỏi bàng quang qua niệu đạo.

## Cấu trúc
Bọng đái là một khối cơ đàn hồi, thể tích không hằng định, có dung tích khoảng 250-350 ml. Ở đàn ông khi dung tích từ 200-300 ml thì cảm thấy mắc tiểu, ở phụ nữ khoảng từ 250–350 ml. Tùy theo kích thước con người, bàng quang của người trưởng thành có thể chứa từ 900-1.500 ml.

## Bệnh

### Viêm bàng quang
Viêm bàng quang hầu hết là do vi khuẩn, nó còn có thể được gọi là nhiễm trùng đường tiết niệu (UTI). Nhiễm trùng bàng quang có thể đau và khó chịu, và có thể trở thành một vấn đề sức khỏe nghiêm trọng nếu nhiễm trùng lan đến thận.
Ít phổ biến hơn, viêm bàng quang có thể xảy ra như là một phản ứng đối với một số loại thuốc, liệu pháp bức xạ hoặc chất kích thích, chẳng hạn như chất vệ sinh phụ nữ, thuốc diệt tinh trùng hoặc sử dụng ống thông lâu dài. Viêm bàng quang cũng có thể xảy ra như là một biến chứng của bệnh khác.

### Ung thư bàng quang
Ung thư bàng quang là một loại ung thư bắt đầu trong bàng quang, thường xảy ra ở người lớn tuổi. Phần lớn bệnh ung thư bàng quang được chẩn đoán ở giai đoạn đầu, khả năng điều trị bệnh ung thư bàng quang được là rất cao. Tuy nhiên, ngay cả giai đoạn đầu bệnh ung thư bàng quang có khả năng tái diễn. Vì lý do này, bệnh ung thư bàng quang thường trải qua các kiểm tra theo dõi để tìm tái phát ung thư bàng quang nhiều năm sau khi điều trị.

#### Triệu chứng
Dấu hiệu và triệu chứng ung thư bàng quang có thể bao gồm:
- Tiểu ra máu - nước tiểu có thể xuất hiện màu vàng tối, màu đỏ tươi sáng hoặc màu cola, hay nước tiểu có thể bình thường, nhưng máu có thể được phát hiện trong kiểm tra kính hiển vi.
- Thường xuyên đi tiểu.
- Đi tiểu đau.
- Nhiễm trùng đường tiểu.
- Đau bụng.
- Đau lưng.

Gặp bác sĩ nếu có bất cứ dấu hiệu hoặc triệu chứng lo lắng, chẳng hạn như tiểu ra máu.

## Hình ảnh

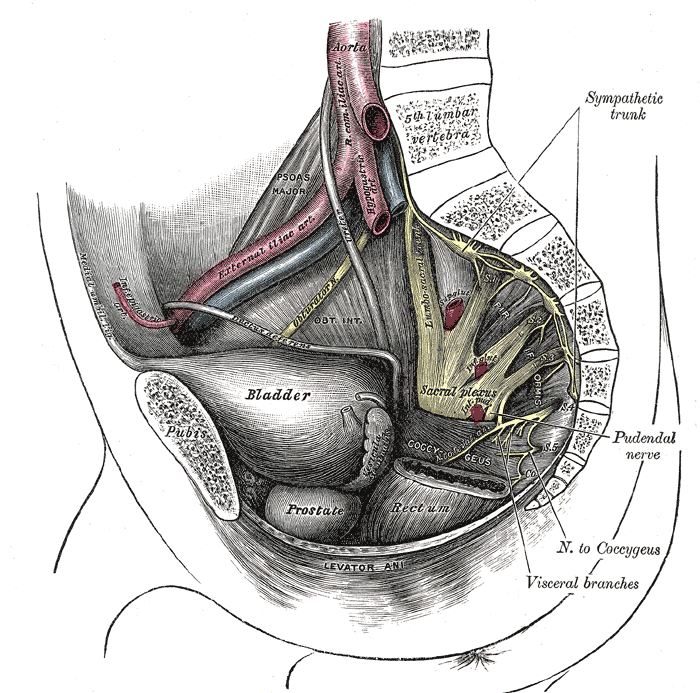